# Ernst Moritz Arndt

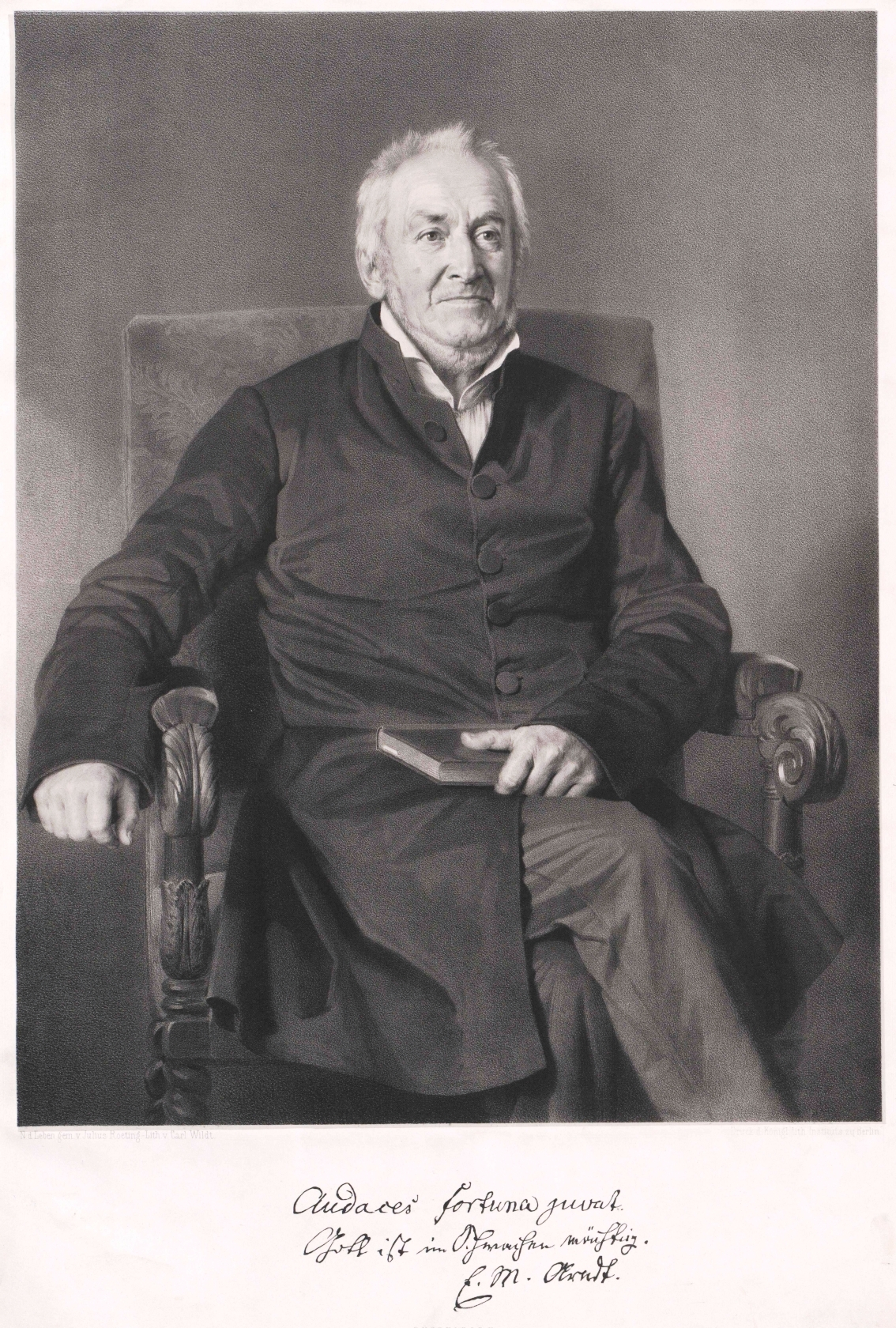
Arndt på äldre dagar

Ernst Moritz Arndt,  född 21 december 1769 på Gross Schoritz i Svenska Pommern, död 29 januari 1860 i Bonn, var en först svensk, senare tysk historiker, diktare och kompositör.

## Biografi
Ernst Moritz Arndt föddes som svensk medborgare på ett gods i Garz på ön Rügen, där fadern var överinspektor. Han studerade vid gymnasiet i  Stralsund från 17 års ålder och fortsatte vid Greifswalds universitet och Jenas universitet med målet att bli präst, men blev istället docent i historia vid Greifswalds universitet 1803.
Han begav sig därefter på en första resa till det svenska kärnområdet med rekommendationsbrev från bland andra Thomas Thorild till Carl Christoffer Gjörwell d.ä., men var åter i Pommern 1804 och blev professor i Greifswald 1806. 
Efter Preussens nederlag i slaget vid Jena samma år flydde Arndt undan Napoleons inkommande trupper till Stockholm, där han stannade till efter slutet av pommerska kriget 1805–1807 och arbetade som medlem av Kommissionen för svenska lagens införande i Pommern.
Efter Freden i Paris 1810 var Arndt tillbaka som professor i Greifswald, men vistades efter begärt avsked 1811 på resor. Han var privatsekreterare åt den preussiske statsmannen Heinrich Friedrich Karl vom und zum Stein och kom i hans tjänst till Ryssland under napoleonkrigen. Hemresan till Svenska Pommern företogs 1812 i spåren av den retirerande franska armén. När Arndt kommit hem, fortsatte han sin gamla strävan att förena de många tyska staterna till gemensam front mot Napoleon. I det syftet utgav han sina Lieder für Deutsche 1812, inklusive sin nationellt mest betydelsefulla dikt Was ist des Deutschen Vaterland. Han skrev också  psalmer och komponerade. 
Känd som ”fader Arndt” avled han 1860, en månad efter sin 90-årsdag.
I hans stora utgivning finns också reseskildringar från resor på kontinenten 1798–1799 och i Sverige 1804.

## Psalmer
- Jag vet vad som förbliver (nr 794 i Bibeltrogna vänners sångbok. Tillägg 1980.)
- När ingen ljusning alls jag finner (1921 nr 597, 1937 När ingen dager ögat skådar nr 378 och 1986 nr 270) diktad 1818 och publicerad 1819 i hans skrift Von dem Wort und von dem Kirchenliede.
- Vad är den kraft Svensk söndagsskolsångbok 1908